# Convolvulus scammonia
Convolvulus scammonia ist eine Pflanzenart aus der Gattung der Winden (Convolvulus) in der Familie der Windengewächse (Convolvulaceae). Sie heißt auch Orientalische Purgierwinde, „Purgierwinde“ wegen ihrer abführenden Wirkung und „orientalisch“ zur Unterscheidung von Jalape, der Mexikanischen Purgierwinde.

## Beschreibung
Convolvulus scammonia ist eine ausdauernde Pflanze, deren dünne, krautige Stängel bis zu 75 cm lang werden können und kriechen oder sich winden. Die Pflanze ist unbehaart. Die Laubblätter sind gestielt, dreieckig-eiförmig oder -lanzettlich, pfeilförmig und ganzrandig.
Die Blütenstandsstiele stehen in den Achseln, sind meist deutlich länger als die Tragblätter und tragen meist mehr als drei Blüten. Die Kelchblätter sind zugespitzt und ausgerandet. Die Krone ist etwa 25 bis 45 mm lang und hellgelb gefärbt.

## Vorkommen
Convolvulus scammonia kommt auf der Krim, den Ostägäischen Inseln, im äußeren und südöstlichen Anatolien, in West-Syrien und im Nord-Irak vor. Sie besiedelt Eichenwälder auf Kalk, Macchien, Schutthänge, Schotterflächen, Ruinen, Äcker und Brachland bis in 1350 m Höhe.

## Nutzung
Der getrocknete Milchsaft der Wurzel der Purgierwinde (lateinisch scammonia, auch scammonea) wurde unter der Bezeichnung bzw. Zubereitungsform Skammonium oder Scammonium (auch scammonea und Scammoniumharz) bzw. als Diagridium oder Dyagridion als stark (drastisch) wirkendes Abführmittel benutzt, als Drastikum, nach dem zweiten Band von Jonathan Pereiras (1804–1853) und Rudolf Buchheims Handbuch der Heilmittellehre vielleicht schon vor Hippokrates. Die Indikation entsprach damit dem Jalapenharz, dem getrockneten Milchsaft der Wurzel von Ipomoea purga, ebenfalls einem Windengewächs. Die Wirkstoffe sind harzartige Glykoside. Einige (wie zum Beispiel Scammonin I, Purginosid I und II und Purgin I) sind in ihrer Struktur aufgeklärt. Der Pharmakologe Paul Trendelenburg nennt in seinen 1926 erschienenen Grundlagen der allgemeinen und speziellen Arzneiverordnung die Pflanze Convolvulus scammonia und das Skammonium nicht mehr, wohl aber die Jalapenwurzel. Er kommentiert: „Alle drastischen Abführmittel sind mit großer Vorsicht anzuwenden. Bei stärkeren Dosen kann die Darmschleimhautentzündung so heftig werden, daß gehäufte, den Patienten stark schwächende dünnflüssige Entleerungen, die mit starken Kolikschmerzen verbunden sind, eintreten, nach hohen Dosen tritt schwerste blutige Gastroenteritis auf.“ Als Surrogat für Scammonium fand früher der Milchsaft (in getrockneter Form Euphorbium genannt) der Zypressen-Wolfsmilch Verwendung.
Merck’s Warenlexikon erwähnt 1920 Aleppo in Syrien und Izmir in der Türkei als hauptsächliche Produktionsorte des Skammoniums, beklagt die zunehmende Verfälschung der Ware und verweist auf die alternative Herstellung von Patent-Skammonium. Hierbei wurden getrocknete Wurzeln importiert und mit Ethanol extrahiert.
Heute ist die Verwendung aus den von Trendelenburg genannten Gründen obsolet. Der Satz „It has been superseded by less toxic purgatives“ – „Es ist durch weniger giftige Laxantien verdrängt worden“ bezieht sich auf Skammonium und Jalapenharz.